# Чалхушьян, Григор Хачатурович
Григор Хачатурович (Гpигорий Хpистофорович) Чалхушьян (1 июля 1861, Нахичевань-на-Дону, Область Войска Донского, Российская империя — 1 марта 1939, Ростов-на-Дону, РСФСР, СССР) — российский юрист и общественный деятель, дядя архитектора Хачатура Чалхушьяна.

## Биография
Родился 1 июля 1861 года в Нахичевани-на-Дону (ныне — Пролетарский район г. Ростова-на-Дону) в бедной дворянской семье.
Грамоте обучался у местного дьячка. Затем на средства Нахичеванского благотворительного общества был определен в московский Лазаревский институт восточных языков, который окончил в 1881 году с серебряной медалью.
Получив высшее юридическое образование — работал помощником присяжного поверенного. Наряду с юридической практикой, Г. Х. Чалхушьян занимался общественной и литературную деятельностью. Публиковал очерки, статьи, театральные рецензии.
Его стараниями были собраны деньги и поставлены памятники двум известным армянским поэтам — Патканяну и Налбандяну. Книга Г. Х. Чалхушьяна «История города Ростова-на-Дону» победила в конкурсе и была опубликована в газете «Юг» (1893 год).
Занимался благотворительной деятельностью — несколько лет возглавлял Нахичеванское благотворительное общество. Благодаря его инициативе возникли следующие благотворительные общества:
- Общество попечения учащимся в ростовской классической гимназии и в нахичеванской женской гимназии,
- Благотворительное общество в селе Чалтырь и селе Большие Салы,
- Женское общество попечения в Нахичевани.

Чалхушьян состоял членом совета и ревкомиссии общества Взаимного кредита, попечительствовал в Нахичеванской духовной семинарии. В течение 20 лет избирался гласным Нахичеванской городской думы, где входил во всевозможные комитеты и комиссии. Он находился в руководящих структурах Ростово-Нахичеванских отделений кадетской партии.
В 1918—1919 годах Чалхушьян являлся вице-консулом Армянской республики на Дону.
Сам Григор Хачатурович в 1939 году умер на улице от разрыва сердца. Похоронен на Армянском кладбище Ростова-на-Дону.

### Семья
- Брат —  Чалхушьян Христофор Христофорович, отец Хачатура Чалхушьяна, работал нотариусом[1] в Нахичевани-на-Дону.
- Жена — Чалхушьян (Титрова) Софья Андреевна (1864—1947), также похоронена на Армянском кладбище г. Ростова-на-Дону.
- В 1938 году у Григора Хачатуровича расстреляли четырех сыновей: Леона, Серобве, Степана и Рубена.
- В 1965 году в могилу Софьи Андреевны подхоронили урну с прахом дочери — Сусанны (1900—1965), известного литератора, умершей в Москве.

## Память
- В Ростове-на-Дону сохранился его дом — памятник регионального значения «Доходный дом Г. Х. Чалхушьяна» (ул. Большая Садовая, 148).
- В 2008 году в Ростове-на-Дону была переиздана книга Григора Чалхушьяна — «Красная книга» (издана впервые в 1919 году). В 2008 году, по решению редакции газеты «Еркрамас», это издание было признано «Книгой года» в рамках ежегодной премии «Лица года».
- В МЛИ АН Армянской ССР хранятся архивные документы Г. Х. Чалхушьяна.[2]

## Публикации
- Джаватъ бек-Балугианъ (Некролог). //Право. СПб., 1915. - №3. - Ст.156-157.